# Barsanuphe (évêque orthodoxe)
Pour les articles homonymes, voir Barsanuphe (homonymie).
Barsanuphe, dans le monde Anatoli Vladimirovitch Soudakov, né le 3 juin 1955 à Malinovka, est un évêque de l'Église orthodoxe russe qui est depuis 2014 métropolite de Saint-Pétersbourg.

## Carrière

### Formation
Anatoli Soudakov naît en 1955 dans une famille de kolkhoziens. Après ses études secondaires à l'école de Malinovka, il travaille comme facteur, puis dans une briqueterie pendant une année. À l'automne 1973, il est envoyé faire son service militaire dans l'armée de terre en Allemagne de l'Est en tant que tankiste. De retour dans la vie civile en novembre 1975, il est acolyte à la collégiale Saint-Michel-Archange de Serdobsk. Il commence ses études de théologie et sa formation pour devenir moine. Le 30 mars 1978, il prononce ses vœux perpétuels sous le nom de Barsanuphe, en hommage à saint Barsanuphe de Tver, après avoir été diplômé en théologie au séminaire de Moscou. Il est ordonné hiérodiacre le 27 avril 1978 et le 26 novembre suivant, hiéromoine, et jusqu'en 1982 il est sous-sacristain à la laure de la Trinité-Saint-Serge.

### Moine prêtre
Barsanuphe devient higoumène en 1982 et jusqu'en 1986 il est assistant du supérieur. Il entre en 1982 à l'Académie théologique de Moscou. Pendant les vacances d'été, il sert au monastère de Pühtitsa en RSS d'Estonie et sert plusieurs fois le métropolite Alexis (futur patriarche Alexis II), tout en recevant une formation et une édification spirituelle de la supérieure du monastère, Mère Varvara (Trofimova), et des moniales.
Il termine l'Académie de théologie en 1986 ayant présenté sa thèse de théologie intitulée Athos: le grand trésor de l'orthodoxie et recevant le grade de candidat au doctorat en théologie. Son directeur de thèse est l'archimandrite Innocent (Prosvirine). Il part ensuite pour Saransk à l'invitation de l'archevêque de Penza et Saransk, Séraphin, pour l'aider notamment à la préparation des fêtes du millénaire du baptême de la Russie.Du 15 septembre 1986 au 15 juin 1988, il est recteur de l'église Notre-Dame-de-Kazan de Kouznetsk, dans l'oblast de Penza. Il est élevé au rang d'archimandrite en 1987.
Du 15 juin 1988 au 7 février 1991, le P. Barsanuphe est recteur de la cathédrale de l'Assomption de Penza et secrétaire de l'administration diocésaine de Penza. Obéissant à l'évêque (plus tard archevêque) de Penza, Séraphin (Tikhonov), il reçoit de sa part de nombreuses leçons instructives à la fois dans l'accomplissement des services divins, dans le travail de bureau et dans les activités administratives.

### Évêque
En 1990, l'archevêque de Penza, Séraphin, reçoit sa candidature comme premier ordinaire pour la nouvelle éparchie de Saransk en Mordovie. Après acceptation de la part du patriarche Alexis II, il est nommé métropolite et élevé au rang d'archevêque en 2001. Il fait construire la nouvelle cathédrale Saint-Théodore-Ouchakov de Saransk qui est consacrée en 2006. En 2009, il prend la fonction de chancelier du patriarcat de Moscou et fait donc partie du Saint-Synode de l'Église orthodoxe russe. Il est métropolite le 1er février. De mai à octobre 2011, il est évêque par intérim de l'éparchie d'Ardatov et à partir d'octobre 2011 Barsanuphe est à la tête de la nouvelle métropolie de Mordovie. Il est nommé en 2014 métropolite de Saint-Pétersbourg et du Ladoga. Il est en outre de nouveau chancelier du patriarcat de Moscou en 2019.

## Distrinctions

### Profanes
- Ordre de l'Amitié (2002)
- Médaille de jubilé « Tricentenaire de la Marine russe »
- Médaille du mérite « Réalisation du Recensement russe »
- Ordre de l'Honneur, IIe classe (2020)

### Ecclésiales
- Ordre de Saint-Daniel-de-Moscou, IIe classe (2008)
- Ordre de Saint-Serge-de-Radonège, IIIe et IIe classe
- Ordre de Saint-Vladimir, IIIe classe